# Jonathan Bree
Jonathan Owen Bree (ur. 1 września 1979 w Auckland) – nowozelandzki piosenkarz, kompozytor, multiinstrumentalista, autor tekstów oraz producent muzyczny. Współzałożyciel indiepopowego zespołu The Brunettes oraz wytwórni muzycznej Lil' Chief Records. Znany przede wszystkim ze swojej solowej twórczości. Po raz pierwszy wystąpił w masce w teledysku do utworu "Weird Hardcore" z 2014 roku. Od tamtej pory nieprzerwanie występuje jako alter ego.

## Życiorys

### Początki
W wieku 9 lat, Jonathan Bree napisał pierwszy utwór zatytułowany "Rebecca", opowiadający o swojej szkolnej miłości. Wtedy też jego starszy kuzyn, Mark Lyons zaczął uczyć go grać na perkusji, a w następnych latach, miał ogromny wpływ na postrzeganie muzyki przez Jonathana, który jako nastolatek grywał w zespołach muzycznych kuzyna na basie oraz perkusji.  

### The Brunettes
W wieku 19 lat, wspólnie z multiinstrumentalistką oraz wokalistką Heather Mansfield, założył zespół The Brunettes inspirowany muzyką kobiecych grup lat 60. oraz punkiem lat 70. W trakcie swojej działalności, zespół grał koncerty w Australii, Wielkiej Brytanii oraz Stanach Zjednoczonych. Na przestrzeni lat, The Brunettes pomagało tworzyć wielu członków pomocniczych, w tym m.in. Chelsea Nikkel (znana jako Princess Chelsea, z którą Jonathan współpracował przy wielu innych projektach w późniejszych latach).

### Lil' Chief Records
The Brunettes mieli problem z wydaniem swojego pierwszego albumu. Muzyka popowa w ich wykonaniu należała do niszy, a zespołom indie trudno było w tamtym czasie znaleźć chętną wytwórnię. Jonathan Bree zdecydował się na założenie własnej wytwórni wraz ze znajomym muzykiem, Scottem Mannionem, liderem zespołu The Tokey Tones. Obu artystów łączył podobny gust muzyczny oraz opinia na temat "smutnego stanu nowozelandzkiej sceny muzycznej". We wspomnieniach, Mannion mówił wprost: "Wyglądało na to, że wszystkie duże zespoły były nowozelandzką wersją tego, co było wówczas popularne w USA i Wielkiej Brytanii. Za cholerę nie ma mowy, że kiedykolwiek podpisalibyśmy umowę". Muzycy The Brunettes oraz The Tokey Tones współpracowali między sobą przy tworzeniu materiałów. W ten sposób, w 2002 roku, powstało Lil' Chief Records.     
Bree i Mannion mieli wizję wytwórni o silnej tożsamości, która posiadała jeden flagowy zespół przyciagający uwagę, na czym miały korzystać również wszystkie inne. Takim zespołem było The Brunettes. Jednak całe Lil' Chief Records stanowiło kolektyw, w którym członkowie różnych zespołów dobrze się znali, razem spędzali czas, korzystali z tych samych sprzętów oraz studia nagraniowego.    

### Kariera solowa
W 2009 roku, The Brunettes zostało rozwiązane. Jonathan Bree zaczął współpracę z Princess Chelsea. W 2011 roku, wspólnie wyprodukowali album artystki, Lil' Golden Book. Bree użyczył swojego wokalu do singla "The Cigarette Duet" oraz wyreżyserował teledysk do piosenki, który okazał się viralem. W serwisie YouTube uzyskał ponad 102 miliony wyświetleń (stan na 9 stycznia 2024) i wciąż jest chętnie odtwarzany. 
Prawdziwie solową karierę rozpoczął w 2013 roku, debiutanckim albumem The Primrose Path. Płyta została wydana jeszcze przed wejściem Jonathana Bree w swoje alter ego (występowanie w spandexowej masce), dlatego na okładce widać mocno wyeksponowaną twarz artysty. The Primrose Path zostało pochlebnie ocenione w recenzji dziennika New Zealand Herald, której autor uznał album za "piękne przedstawienie kryzysu wieku średniego". 
Dwa lata później, Jonathan Bree wydał swój drugi album zatytułowany A Little Night Music. Recenzenci byli zgodni, że płyta przybrała mroczniejszy i bardziej melancholijny nastrój. Zadziało się to również za sprawą inspiracji muzyką klasyczną, w tym m.in. rosyjskim baletem. Okładka albumu jest utrzymana w czarno-białej kolorystyce. Widać na niej postać dyrygenta, w tle można dostrzec zamaskowaną twarz, co stanowi wstęp do zmiany wizerunku artysty, który jest nieodłącznym elementem jego twórczości. Od tej pory, Jonathan Bree nieprzerwanie występuje w masce podczas koncertów, w teledyskach oraz na okładkach swoich albumów.  
W 2017 roku, powstał utwór "You're So Cool", który stanowi przełom w karierze artysty. Teledysk zdobył 32 miliony wyświetleń w serwisie YouTube (stan na 9 stycznia 2024) i przedstawia wykonanie utworu, mające kojarzyć się z występami zespołów muzycznych w telewizji lat 60. Wszystkie postacie są zamaskowane, co w połączeniu z muzyką i choreografią wprowadza hipnotyzujący nastrój. Rok później, utwór znalazł się na trzecim albumie Jonathana Bree, zatytułowanym Sleepwalking. W 2019 roku, rosnąca popularność pozwoliła nowozelandzkiemu muzykowi wyruszyć w trasę koncertową po Europie oraz Ameryce Północnej.  
Niedługo potem, bo w 2020 roku, Jonathan Bree wydał swoją czwartą płytę, After The Curtains Close. Tim Sendra, recenzent portalu allmusic.com, zwrócił uwagę na "czułość i precyzyjne piękno" albumu.  
10 lutego 2023 roku, Jonathan Bree zapowiedział swój piąty album, Pre-Code Hollywood. Tytuł nawiązuje do Kodeksu Haysa, konserwatywnego zbioru wytycznych, ograniczającego wolność słowa w amerykańskim kinie w latach 1934-1968. Zapowiedzi płyty towarzyszyła premiera tytułowego singla we współpracy z legendarnym muzykiem, Nile'em Rodgersem. Album został wydany 14 kwietnia 2023 roku. Steve Rickinson, w swojej recencji, określił Pre-Code Hollywood jako "hołd złożony filmom z przeszłości" oraz zauważył u artysty "umiejętność łączenia klasyki z awangardą".  
14 lutego 2024 roku, ukazał się teledysk do utworu "Steel And Glass". Autorką projektu jest polska fotografka i artystka, Jagoda Elson. Oniryczny wideoklip został nakręcony w Warszawie, a główne role grają w nim Kasia Pachelska i Marcin Piotrowiak. Aktorka występowała już wcześniej u Jonathana Bree, m.in. w teledysku do utworu "When We Met". Ponadto, brała udział w trasie koncertowej po Europie oraz Stanach Zjednoczonych jako tancerka, choreografka oraz wokalistka.  

## Jonathan Bree w Polsce
Po raz pierwszy w Polsce, nowozelandzki muzyk wystąpił podczas gdańskiego Soundrive Festival w 2018 roku. Natomiast swój pierwszy solowy koncert, zagrał 5 czerwca 2019 roku w warszawskim klubie muzycznym Hydrozagadka z Johnem Moodsem jako support. Po prawie czterech latach przerwy, Jonathan Bree powrócił do Polski i zagrał dwa koncerty. 5 maja 2023 roku w warszawskim klubie Hybrydy, a już dzień później w gdańskim Drizzly Grizzly.

## Dyskografia

### Albumy z The Brunettes
- 2002: Holding Hands, Feeding Ducks[36]
- 2003: The Boyracer (EP)[37]
- 2004: Mars Loves Venus[38]
- 2005: When Ice Met Cream (EP)[39]
- 2007: Structure & Cosmetics[40]
- 2009: The Red Rollerskates (EP)[41]
- 2009: Paper Dolls[42]

### Albumy solowe
- 2013: The Primrose Path[43]
- 2015: A Little Night Music[44]
- 2018: Sleepwalking[45]
- 2020: After the Curtains Close[46]
- 2023: Pre-Code Hollywood[47]